# بتا مثلث
بتا مثلث یک ستاره است که در صورت فلکی سه‌سو قرار دارد.